# Ramocsa
Ramocsa is een plaats (község) en gemeente in het Hongaarse comitaat Zala. Ramocsa telt 47 inwoners (2001).